# 范思澳
伊沃·費雷拉（葡萄牙語：Ivo Ferreira，1975年9月24日—），漢名范思澳，是葡萄牙電影導演。

## 生平
范思澳出身自演員世家，1994年他移居澳門，1997年完成他執導的第一部短片《騎單車之人》後返回葡萄牙繼續拍攝電影；2009年，他受葡萄牙廣播電視公社與澳門政府的委託，拍攝短片《陌鄉人》紀念澳門回歸中國十周年。2012年，他在澳門成立內港電影公司。
2016年，他執導的第三部劇情長片《寫在戰火蔓延時》獲選為第66屆柏林影展正式競賽片。

## 電影作品

### 劇情長片
- 2002年：《Em Volta》
- 2009年：《四月驟雨》(Águas Mil)
- 2016年：《寫在戰火蔓延時》（Cartas da Guerra）

### 紀錄片
- 2010年：《一路順風》（Vai com o vento）

## 外部連結
- 范思澳在互联网电影资料库（IMDb）上的資料（英文）